# Venturia pyrina
Venturia pyrina Aderh., Landwirtschaftliche Jahrbucher 25: 875 (1896).
È un fungo Ascomicete, agente patogeno della ticchiolatura del pero. 
La sua forma conidica è conosciuta come Fusicladium pirinum o Fusicladium pyrorum. 
La malattia che cagiona presenta molte analogie con la ticchiolatura del melo causata dal patogeno Venturia inaequalis, ma vi sono alcune importanti differenze. 
Dal punto di vista morfologico i due funghi sono simili, ma nel caso della Venturia pirina le ascospore e i conidi sono di dimensioni maggiori rispetto a quelli prodotti da Venturia inaequalis; per quanto riguarda la biologia, bisogna evidenziare che mentre il patogeno del melo trascorre l'inverno solo nella forma sessuata, la Venturia pyrina sverna sia nella forma sessuata (all'interno delle foglie morte) che nella forma agamica (nelle lesioni verificatesi sui rami). All'inizio della primavera, il patogeno si diffonde sulla nuova vegetazione mediante le ascospore prodotte dalla forma sessuata e i conidi prodotti dalla forma agamica. I sintomi sugli organi colpiti (frutti, foglie e rami) sono simili a quelli prodotti da Venturia inaequalis sul melo, ma i danni sono più gravi.

## Lotta fitosanitaria
La lotta è analoga a quella che si esegue contro la ticchiolatura del melo, ma i trattamenti con gli anticrittogamici vanno iniziati a partire dal periodo invernale, per colpire le forme ibernanti del patogeno. Dopo la ripresa vegetativa, dato che il pero fiorisce prima, in fase di prefioritura si dovrà eseguire un trattamento in meno rispetto a quelli necessari per il melo.